# Yves Kermen
Compléments
Bretonnant
Yves Kermen, né le 21 décembre 1910 à Bulat-Pestivien, est un syndicaliste français et résistant communiste fusillé au Mont-Valérien le 17 avril 1942. Trois mois durant, il fut pour la région parisienne le chef militaire de la Résistance du PCF à l'Occupation.
Secrétaire permanent de la section CGT de Renault à Billancourt depuis 1936, la plus importante en France, il se voit en novembre 1941 confier par le Comité militaire des FTP à la suite d'Eugène Hénaff la stratégie militaire de l'OS en parallèle du mouvement Solidarité mis en place par Simon Cukier en septembre au sein de la MOI. Jusqu'à son arrestation par la police française, le 11 février 1942, il réorganise, arme et supervise l'action des groupes de guérilla que dirige sur le terrain celui qui, prenant le nom de colonel Fabien, mènera la Libération de Paris aux côtés d'Albert Ouzoulias. Il est l'un des vingt trois adultes condamnés par un tribunal militaire allemand au procès de la Maison de la Chimie, prélude du procès de l'Affiche rouge.

## Biographie

### De la Bretagne à la condition ouvrière (1910-1931)
Yves Marie Auguste Kermen nait dans une Bretagne bretonnante rurale et pauvre de Brigitte Le Naour, qui ne parle pas français, et de Joseph Marie Kermen, paysan modeste de Crec'h ar Bleiz, la Colline au loup, un lieu-dit situé au sud du château de Bulat-Pestivien. Chose tout à fait commune en Basse Bretagne, le foyer compte douze enfants qui accaparent entièrement leur mère. Celle-ci a quarante cinq ans quand nait le benjamin Yves. Le père de celui-ci en a alors quarante-neuf.
Après la Grande guerre, dont les aînés Pierre et Théophile ainsi que deux beaux-frères ne reviennent pas, la famille s'installe dans la commune voisine de Callac. C'est à la ferme, au lieu-dit Peulven, écart situé au nord du bourg, que le garçon grandit, et ce n'est qu'à l'âge de sept ans qu'il est scolarisé, à l'école primaire, qui se fait en français.
À quatorze ans, en 1924, il est mis en apprentissage chez le petit garagiste de Callac mais il doit suivre le mouvement massif de l'exode rural qui affecte son Poher natal pour pouvoir envisager un avenir. À la fin de l'année, ses parents l'envoient avec son frère Joseph, qui a deux ans de plus, suppléer au mari mourant d'une sœur aînée, Nathalie, installée à Béthune, ville du premier bassin minier de France où affluent les immigrés de Pologne et d'ailleurs. Comme la plupart de ces enfants dont la langue maternelle est le breton et qui ont dû surmonter dès l'école une forme de discrimination raciale à degré variable, il devient une sorte d'immigré de l'intérieur. 
À Béthune, pendant que son frère est formé à la mécanique dans un atelier de montage, il travaille comme cantonnier à la Compagnie des chemins de fer du Nord, puis les deux frères exercent leur métier de mécaniciens dans les ateliers de la Compagnie des mines de Bruay. Son frère parti au service militaire, il travaille comme aide tourneur dans une distillerie de la ville puis rentre au pays, où il se fait embaucher successivement dans plusieurs garages de Guingamp avant d’effectuer à son tour, en septembre 1930, son service militaire. Cette situation l'émancipe et l'autorise à se marier, avec Jeanne Le Bars, dont il a un enfant, Mady, alors qu'il est encore sous les drapeaux. Le couple aura un second enfant, Bernard.
Yves Kermen, chef de famille, est libéré de ses obligations militaires en septembre 1931, au moment même où la crise de 1929 ouvre en France une longue période de chômage de masse. Il trouve des emplois précaires, un travail dans une distillerie du Calvados puis de nouveau en Bretagne chez un marchand de bestiaux, dont la flotte de transport requiert un mécanicien de maintenance.

### De la politique au syndicalisme (1932-1939)
En septembre 1932, Yves Kermen trouve enfin une situation stable. Il est embauché par une usine qui produit à Neuvillette de l'alcool combustible sur une chaîne, la Distillerie coopérative agricole. Il est affecté comme mécanicien à Faÿ, près de Chaumont-en-Vexin, dans une unité qui recueille pour la Neuvillette les betteraves de la région. Les vacances se passent en famille à Callac.
Un de ses beaux-frères, Trémeur Burlot, est maire-adjoint SFIO de Callac. Lui même, en 1935, se présente aux élections municipales de Faÿ sous l'étiquette du Parti communiste français auquel il venait d'adhérer, ce qui lui vaut, n'ayant pas été élu, d'être renvoyé par son employeur. En octobre, il est embauché comme ajusteur aux usines automobiles Renault de Billancourt, qui sont alors le premier pôle industriel de la France et un bastion du syndicalisme ouvrier où sont recrutés un grand nombre d'immigrés. Il prend une chambre dans le 18e arrondissement et garde sa résidence principale à Faÿ.
Le 28 mai 1936, à la suite de la victoire du Front populaire aux élections législatives du 3 mai, alors que le poids du PCF dans le prochain gouvernement n'est pas encore fixé, Billancourt se met en grève. Le lundi suivant, Yves Kermen, membre du comité central de grève, est choisi par ses camarades pour siéger au bureau, lequel décrète l'occupation des usines. Durant l'été, il implante à Faÿ une cellule du Parti et organise un syndicat d’ouvriers agricoles.
Désormais secrétaire permanent de la section CGT de Renault-Billancourt, il devient en 1938 un cadre syndical de premier plan et a l'occasion d'obtenir le soutien du maire, André Morizet. En 1939, il est choisi pour être le Secrétaire général du comité intersyndical de Boulogne-Billancourt et le représenter au congrès syndical annuel de la Seine.

### De la mobilisation à la résistance (1940-1941)
Mobilisé en 1940, durant la drôle de guerre, Yves Kermen entretient une correspondance secrète avec le Parti communiste. Ce parti politique, de même que ses députés, ses élus et toute personne ou organisme affiliés, est, à la suite de la signature du Pacte germano-soviétique, accusé de trahison par le gouvernement radical-socialiste d'Édouard Daladier et interdit dès le 26 septembre 1939 par un décret du ministre de l'intérieur Albert Sarraut.
En octobre 1940, trois mois après l'invasion de la France, Yves Kermen est démobilisé et rejoint ses camarades dans la clandestinité. À Callac, son beau-frère, Trémeur Burlot, est exclu du conseil municipal pour avoir refusé de prêter serment au Maréchal. Le 8 novembre, avec André Kirschen, Christian Rizo, Tony Bloncourt, Maroussia Naïtchenko et Isidore David Grinberg, Yves Kermen manifeste devant le Collège de France contre l'emprisonnement par la Gestapo du professeur Paul Langevin, savant de renommée mondiale et compagnon de route du Parti. Ces étudiants, communistes adhérents à l'UEC, seront le 11 novembre suivant aux Champs Élysées du défilé qui brave le couvre-feu. Plusieurs actions,  manifestations, arrachages d'affiche, crayonnage sur les murs, ont été accomplies par de jeunes communistes, souvent spontanément.
C'est alors qu'Yves Kermen est affecté au service de propagande du PCF qu'est l’Organisation spéciale, lequel était chargé avant guerre de réunir les hommes du service d'ordre déployés lors des manifestations. Il ne vivra plus que de cache en cache. Habitant Clamart, il prend en charge le secteur de Viroflay, ville voisine qu'un bus relie à Billancourt. Il organise le stockage de matériel, la distribution de tracts et la pose d'affichettes. C'est dans cette petite ville reculée de la banlieue que vient se cacher le responsable du matériel et de l'hygiène de la municipalité de Boulogne-Billancourt, Pierre Gernier, proche d'André Morizet et Vénérable de la loge Phoebus qui anime un réseau de passeurs vers la Zone sud.
En mars 1941, le domicile d'Yves Kermen,  55 rue du Parc à Clamart, est perquisitionné. En avril, la gendarmerie de Callac vient à Paris enquêter sur les liens possible de son frère avec des tracts qu'ils ont saisis. Le 3 mai 1941, une seconde perquisition faite à son domicile conduit Yves Kermen à changer de secteur pour celui de Clichy. Le 6 mai 1941, un dossier « Joseph et Yves Kermen » est ouvert à la 2e Brigade spéciale que Pierre Pucheu a mise en place un an plus tôt au sein des Renseignements généraux. Le désormais fugitif confie son jeune fils Bernard à sa sœur Yvonne Lemaire, qui héberge celui-ci à Faÿ L'été venu, sa fille de dix ans, Mady, est recueillie par une autre de ses sœurs, Catherine Burlot, qui tient un café à Callac.
Il se rend avec son frère Joseph Kermen « tous les dimanches matin à des rendez-vous boulevard Ornano, en compagnie d’un nommé Sandler, une dizaine d’individus. ». Dans la nuit du 18 au 19 novembre 1941, Joseph, ajusteur au dépôt de la rue des Poissonniers de la STCRP et syndicaliste cégétiste, est arrêté à son domicile, dénoncé à la direction de l'établissement par un agent de service qui l'avait surpris déposant des tracts intitulés La Défense des travailleurs de la STCRP sur une banquette d'autobus.

### De la clandestinité à l'action armée (IX 1941 - I 1942)
L'incarcération de Joseph Kermen s'inscrit dans une vague d'interpellations qui ont commencé le 30 octobre avec celle de Roger Hanlet et qui aboutit le 18 novembre à l'arrestation des membres de ce que la presse collaborationniste appelle le groupe du « bandit » Brustlein. Ils seront condamnés à mort en mars 1942 lors du procès du Palais Bourbon. Ces arrestations multiples font suite à une vague d'attentats, certains spectaculaires, la plupart manqués, qui visent à un effet de propagande vis à vis tant de l'état major allemand que de l'opinion publique française, mais ne créent pas la véritable désorganisation sur le front de l'ouest qu'attend le Komintern depuis la rupture du Pacte germano-soviétique. Elles démontrent une efficacité nouvelle de la Brigade spéciale, qui a acquis son autonomie et augmenté son effectif à la suite de l'attentat du 21 août au métro Barbès. Elles provoquent une réorganisation de l'Organisation spéciale, qui se chargera de préparer des attentats de plus ample envergure et de trouver les explosifs nécessaires à cela, et des Bataillons de la jeunesse, qui fournissent les candidats à l'action armée.
Ce même mois de novembre 1941, cinq mois après le début de l'invasion de l'URSS, Eugène Hénaff, responsable de l’Organisation spéciale, entre au Comité militaire national, nouvel état major de la résistance communiste. Yves Kermen est appelé à la direction de l’Organisation spéciale au poste de commissaire militaire du « groupe des Internationaux ». Ce groupe de combat sera le pendant pour l'ouest parisien de ce qui, dans l'est parisien, deviendra en avril 1942 les FTP MOI, mais qui n'aura pas le même destin, Jacques Duclos, en coordination avec le secrétaire général du Komintern Georges Dimitroff et son représentant pour l'ouest Eugen Fried, se réservant secrètement le commandement direct de celui-ci. Ce groupe est censé désormais agir de concert avec celui d'Yves Kermen, de même que celui qui est issu des Bataillons de la jeunesse et a pour commissaire politique Albert Ouzoulias. Dans les faits, la coordination des actions militaires des trois groupes, officiellement dévolue à Yves Kermen, n'est que théorique, les contraintes du moment prenant le pas sur toute autre, mais il réussit tout de même à planifier une première opération en commun, l'attentat à la bombe de l'Hôtel du Midi, 43 rue Championnet, qui, le 28 novembre 1941, tue trois soldats allemands et une prostituée.
En tant que commissaire militaire, Yves Kermen fait fonction d'une sorte de chef du personnel, comptable de la fiabilité des recrues, tel Louis Cortot. Dans les faits, il est accaparé par les problèmes logistiques, la solde, que lui procure Louis Marchandise, mais surtout l'armement. Il parcourt lui-même de grandes distances, sollicitant l'entourage, pour se procurer des éléments qui serviront à fabriquer des explosifs. Les corps de bombes sont fabriqués par des réfugiés italiens qui travaillent au Parc d’artillerie de Vincennes. Soixante unité seront produites, dans l'enceinte même de cet arsenal, sorties de l'atelier HKP513 par le forgeron Mario Buzzi.
Ces munitions sont entreposées dans une proche ville de la banlieue est, 65 rue de Saint-Mandé à Montreuil-sous-Bois, chez un autre réfugié italien, Ricardo Rohregger. Un autre dépôt, gardé par Léon Landsoght, a été aménagé par Alfred Cougnon à Saint Ouen, rue Paul-Bert, pour cacher les explosifs fournis par Alfred Ottino. Un troisième l'est par Guisco Spartaco dans une maison située 41 rue des Gâtines, dans le 20e. La cave de Pierre Leblois, concierge non communiste du 6 rue Étienne-Marey, dans le 20e, où celui-ci a soigneusement entretenu des revolvers, grenades et explosifs abandonnés durant la débâcle, fournit le groupe du jeune Karl Schönharr, qui habite avec sa mère à l'étage.
Autre élément d'unification, c'est sous la direction d'Yves Kermen qu'à partir de décembre tous les combattants sont dotés de capsules de cyanure afin de pouvoir se suicider en cas d'arrestation mais il faudra attendre qu'une chimiste compétente, France Bloch, s'empare au début de l'année 1942 du problème pour que le poison devienne efficace. Le mode opératoire des attentats est unifié et modifié pour éviter que les tireurs éventuellement arrêtés ne soient identifiés comme tels. À partir du 1er janvier 1942, les armes sont acheminées sur place et récupérées après l'opération par d'autres agents que les tireurs.
Dans un contexte de répression féroce et en l'absence de moyens de communication, Yves Kermen doit se contenter d'opérer la coordination entre d'une part Conrad Miret i Musté, chef de cette unité formée de réfugiés du fascisme mussolinien, d'anciens brigadistes et républicains espagnols qu'est le groupe des Internationaux, et d'autre part Louis Marchandise, et à travers celui-ci le CMN, Georges Vallet, commissaire militaire national, Eugène Hénaff, Charles Tillon, et au delà Benoît Frachon et Jacques Duclos, lequel dirige le PCF clandestin en l'absence de Maurice Thorez. Au second, il transmet les rapports de ces actions armées. Au premier, il fixe son programme d'action. Il indique lui même à Pierre Georges, futur Colonel Fabien qui jusqu'alors opérait avec Albert Ouzoulias, les cibles militaires devant faire l'objet d'attentats mais cette nouvelle organisation sera anéantie moins de cent jours après sa mise en place.

### De l'engagement à la mort (1942)

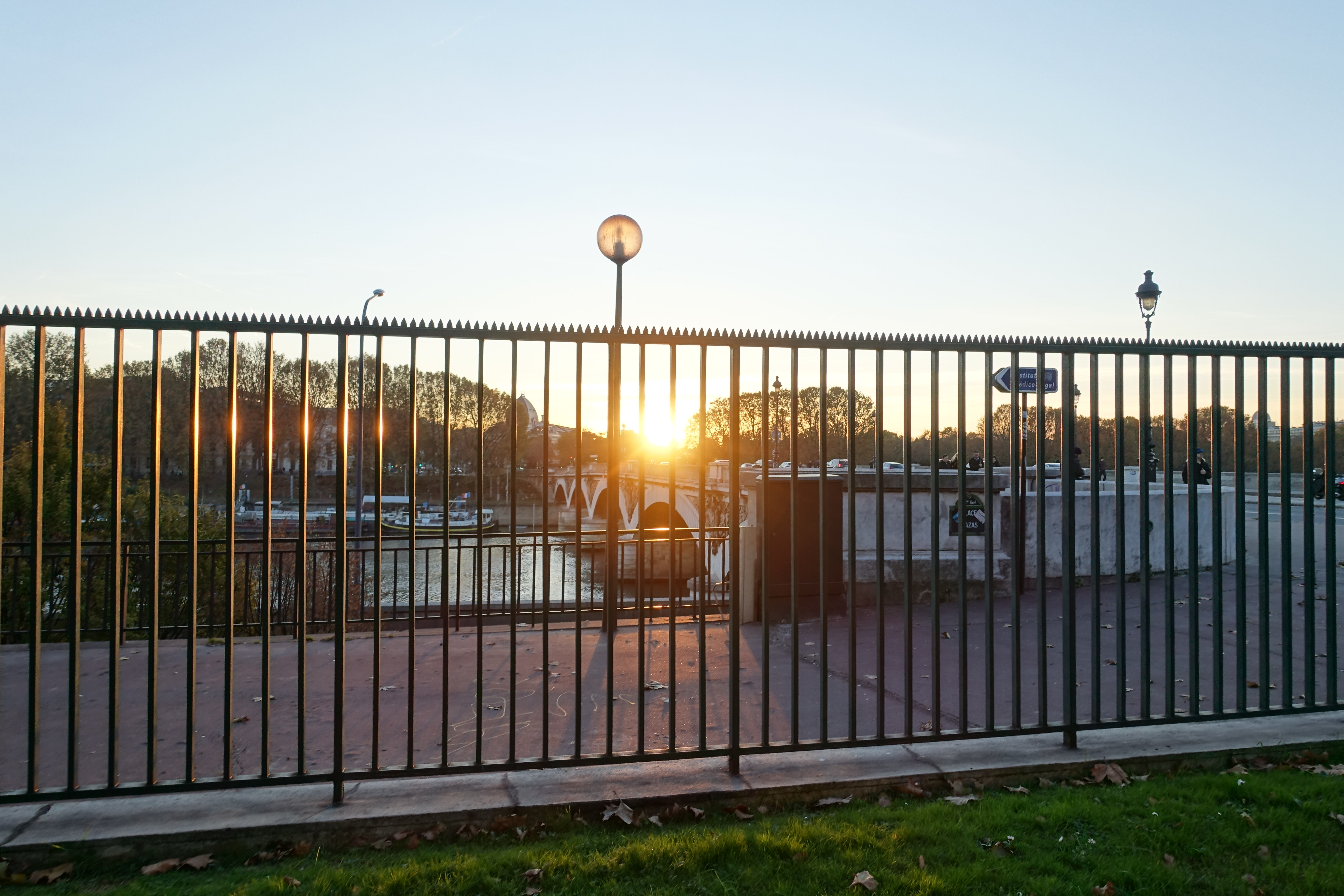
L'actuel square Albert-Tournaire, qui n'avait alors pas de nom, le long duquel Yves Kermen a été arrêté.

Le 11 février 1942, Yves Kermen prend le métro pour rencontrer à 16h00 France Bloch, chimiste qui fabrique dans un petit local du 1 avenue Debidour, dans le 19e, des explosifs pour l'OS. À l'entrée du square du quai de la Rapée, lieu convenu de leur rendez vous, il fait signe à son contact. Elle est encadrée par deux inspecteurs de police en civil qui se sont présentés à elle comme des messagers du réseau. Ceux ci ont trouvé l'heure et le lieu de rendez vous, « Rapée », sur une liste que Conrado Miret-Muste portait lors de son arrestation, quelques heures plus tôt. L'attitude de France Bloch, attendant visiblement quelqu'un à la sortie de la station Quai de la Rapée, l'a trahie. Ils sortent leurs armes et emmènent les deux résistants vers leur voiture. Yves Kermen fait alors feu et blesse un inspecteur à la cuisse. Il est rattrapé six cent mètres plus loin par deux gardiens de la paix à vélo avant qu'il n'ait atteint le boulevard Henri-IV mais la jeune femme a pu s'enfuir dans une rame.  
Il est gardé à vue huit jours durant à la Préfecture de police de Paris. Il y est interrogé par le commissaire René Hénoque et torturé comme ont l'habitude de faire les hommes que Pierre Pucheu a recrutés pour ses Brigades spéciales, des adeptes du tabassage, du nerf de bœuf, et du supplice de la baignoire. La BS2 cherche le meurtrier du sous-brigadier Louis Lécureuil, qui avait été abattu le 7 janvier précédent,. Yves Kermen donne le nom de David Grumberg, mais les mêmes hommes de la BS2 trouveront là un des éléments qui permettront de confondre Isidore Grinberg lorsque celui ci, à la suite d'aveux arrachés à Maurice Feld, sera arrêté à son tour le 9 mai. Isidore Grinberg, au terme d'une campagne dénonçant dans la presse comme dans les rangs de la police le meurtre de Lécureuil, sera guillotiné le 8 août. Dans un unique moment de faiblesse, Yves Kermen dit que son contact travaille à l'Identité judiciaire. Cela suffit pour que quinze jours de recherches intenses mènent, par recoupements, à l'identification de France Bloch. Son adresse est trouvée 11 rue Monticelli, chez sa sœur, et sa filature, qui durera deux mois, commence.
La police saisit au domicile d'Yves Kermen, 55 rue du Parc à Clamart, les nombreux plans d’attentats du groupe Fabien. Sa femme est assignée à résidence une semaine durant. Elle est surveillée mais personne ne tombe dans le piège. Inculpée de complicité, elle est incarcérée à la prison de la Santé le 19 février, le même jour que son mari. Le 27 février, Yves Kermen est livré à la Geheime Feldpolizei (police secrète de l'armée allemande).
Yves Kermen et Louis Marchandise sont remplacés respectivement par Gaston Carré et Raymond Losserand. À la suite de ce revers, les combattants de l'OS sont reversés en avril 1942 aux FTP. Ils y forment le groupe Valmy sous le commandement de  Carré et Losserand qui seront arrêtés à leur tour le 16 mai 1942 au terme de la filature de France Bloch, ainsi qu'Émile Besseyre et Henri Douillot. Quand leur remplaçant, Roger Linet, sera déporté, ce sera Pierre Georges qui prendra en 1944 sous le nom de colonel Fabien la place de commissaire militaire au côté d'Albert Ouzoulias, alias colonel André.
Les 13 et 14 avril 1942, Yves Kermen est traduit avec vingt sept camarades de l'OS ou des Bataillons de la Jeunesse devant la cour martiale de la Wehrmacht, qui siège à la Maison de la Chimie sous la croix gammée. Le simulacre de procès s'ouvre par un « Heil Hitler! ». Yves Kermen se fait l'avocat de ses camarades et, face aux militaires allemands plaide au nom de tous « Notre cause est juste. Notre mort n'arrêtera pas la lutte. Au contraire, elle fera se lever à notre place des centaines de nouveaux combattants. » Un réduit à l'arrière du tribunal permet de torturer les récalcitrants. Tous les prévenus quittent la salle en criant « Vive la France! »
La sentence de mort requise contre vingt six des accusés est prononcée contre les seuls vingt cinq adultes le 16 avril. Le lendemain, douze jours avant Pierre Grenier, Yves Kermen est fusillé dans la clairière du fort du Mont-Valérien avec dix-neuf des vingt trois condamnés à mort présents au procès, les deux femmes ne pouvant selon la loi allemande avoir « l'honneur » d'être passées par les armes.

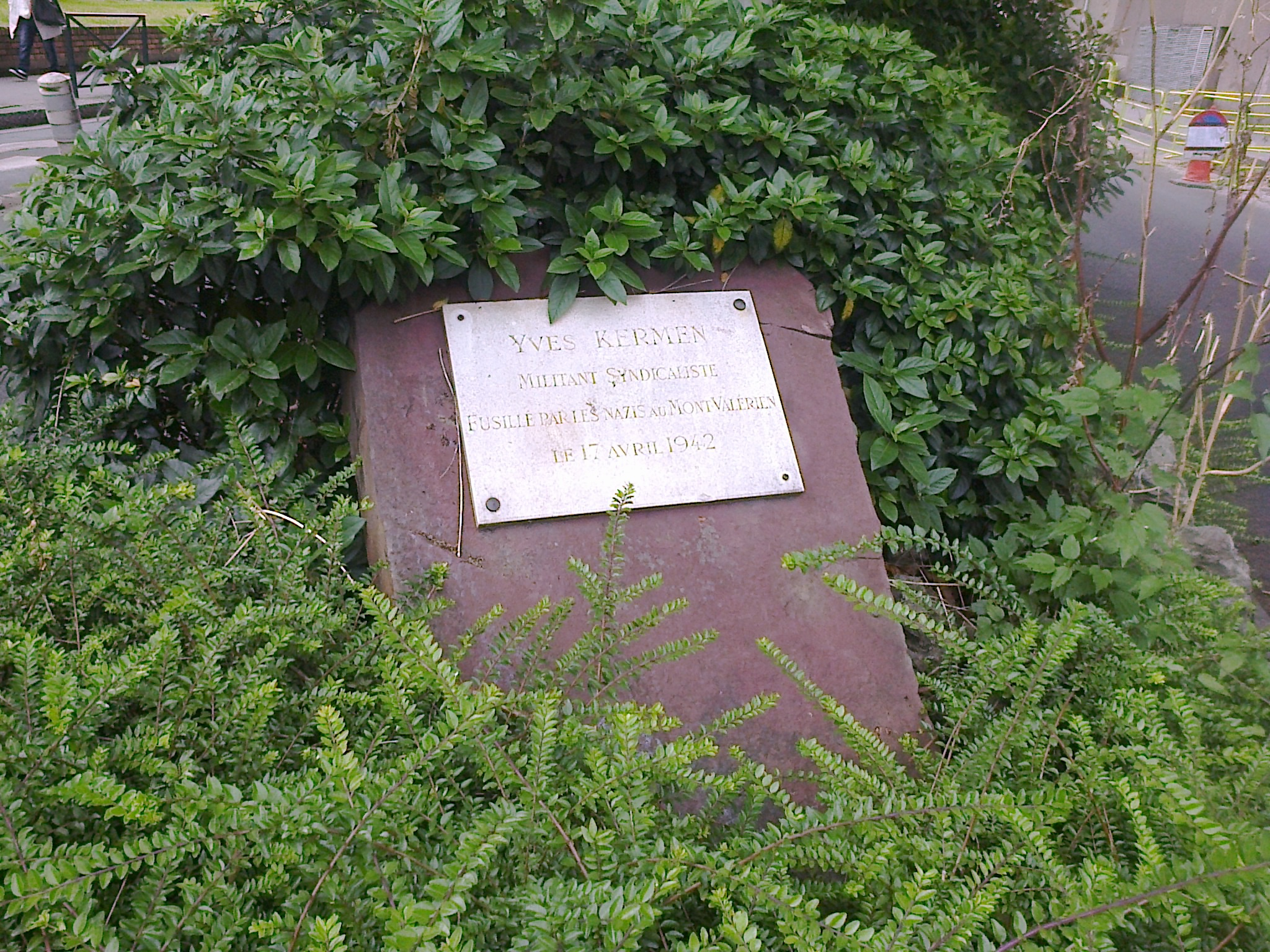
Plaque rendant hommage à Yves Kermen à Boulogne-Billancourt

« Vous pouvez nous tuer, d'autres se lèveront, et nous gagnerons la guerre ! »

— Yves Kermen à son procès.

### Sort des proches
Le frère d'Yves Kermen, Joseph Kermen, détenu depuis le 3 janvier 1942 au « centre de séjour surveillé » de Rouillé, est transféré le 22 mai, sous le matricule 106, au camp de Royallieu, Frontstalag 122 à Compiègne. Il est déporté le 6 juillet, numéro 45703 du convoi des 45 000, et arrive à Auschwitz le 8. Il y meurt en neuf jours, de dysenterie, non pas le 12 comme l'indique son acte de décès, mais le 17 juillet 1942, deux jours après avoir été admis à l'infirmerie.
En juin, la femme d'Yves Kermen, Jeanne Le Bars, jusqu'alors détenue à la Santé, est internée administrativement dans un camp de rétention. Elle le restera, transférée dans différents camps, jusqu'à la fin de la guerre, les démarches de sa belle-sœur Catherine Burlot restant vaines.
Le 9 avril 1944, un de ses cousins par alliance, Eugène Cazoulat, agent d'assurance, est raflé à Callac par la police secrète de l'armée allemande et la milice Bezen Perrot. Il fait partie des fusillés de Ploufragan, exécuté avec dix huit compagnons le 6 mai suivant sur le champ de manœuvre des Croix et à Plouaret.

## Célébration

### A la Libération
Dès la Libération, le 23 octobre 1944, le conseil municipal de Boulogne-Billancourt honore la mémoire d'Yves Kermen en donnant son nom à la rue de Saint-Cloud, ancienne voie des usines Renault traversant le quartier de Billancourt.
Le 6 juin 1945, le Secrétariat général aux Anciens Combattants du Gouvernement provisoire, attribue à Yves Kermen à titre posthume l'équivalence du grade de lieutenant et lui reconnait le titre honorifique de mort pour la France. Le grade de lieutenant correspond au minimum pour intégrer le défunt au corps des officiers et permettre ainsi de verser une pension de veuve de guerre plus élevée.
Le 18 juin 1945, une cérémonie commémorant les résistants du Poher, dont Joseph Kermen et Yves Kermen, rassemble à Callac plusieurs centaines de personnes. Le beau-frère de ceux-ci, Trémeur Burlot, a  été nommé maire en août 1944 par le comité local de libération mais en mai 1945 les élections ont porté à cette magistrature l'ancien maire Louis Toupin, qui avait prêté serment au Maréchal. Pris à partie durant la cérémonie par Catherine Burlot, la sœur des frères Kermen, le maire porte plainte.
Le corps d'Yves Kermen est restitué à sa famille le 6 juillet 1946.
Depuis, la commune de Callac a nommé une voie nouvelle qui chemine près de l'endroit où habitait la famille Kermen, rue des 4 Frères Kermen. Il s'agit de Pierre et Théophile, morts à la guerre en 14-18, Joseph et Yves.

### Sorti de l'oubli (1984)
Le crime de guerre qu'a été l'exécution des hommes du procès de la Maison de la Chimie, répété dans l'épisode de l'Affiche rouge qui s'est déroulé en février 1944, n'a pas bénéficié de la propagande que le Comité d’action antibolchévique de Vichy fit autour de celui-ci, et reste jusqu'à ce jour, de même que le procès du Palais Bourbon qui eut lieu un mois plus tôt, relativement méconnu. Le souvenir d'Yves Kermen et de la plupart de ses camarades décédés, comme des « terroristes à la retraite » ayant, tel Gilbert Brustlein, survécu, restera ignoré de la génération du baby boom.
Il a été redécouvert en 1984, après qu'ont été trouvés, dans les archives personnelles d'un Allemand récemment décédé, les films que celui-ci avait été chargé de faire du procès, et portés à la connaissance du public par une enquête réalisée par des journalistes d'Antenne 2, reportage qui en est la première étude historique.
En 1988, la cellule du Parti communiste de Liancourt-Saint-Pierre, à laquelle appartint jusqu'à sa mort Jeanne Le Bars, la femme d'Yves Kermen, adopte le nom celui-ci.

### Vers un consensus?
Le 5 mai 2001 une plaque portant le nom d'Yves Kermen et ceux des autres condamnés du procès de la Maison de la Chimie est dévoilée dans la salle de la Maison de la Chimie, où celui-ci se tint, par le secrétaire d'État aux Anciens combattants Jean-Pierre Masseret.
Le nom d'Yves Kermen figure parmi les mil et huit gravés sur la cloche des fusillés, qui a été inaugurée le 20 septembre 2003 au mémorial du Mont-Valérien.
Le 28 mai 2015, lendemain de la journée nationale de la Résistance et de la panthéonisation de Pierre Brossolette, Robert Créange, survivant et ancien conseiller municipal, rend hommage au nom du Parti communiste, de la CGT et de Louis Cortot à Yves Kermen devant la stèle qui lui est dédiée à l'entrée de la rue qui porte son nom à Boulogne-Billancourt. Il le fait en présence des successeurs d'Yves Kermen et de Roger Linet au poste de Secrétaire général de la CGT de Renault Billancourt, Claude Poperen, Aimé Halbeher, Roger Sylvain et Michel Certano. Dans son discours, il évoque un oubli délibéré des vingt-quatre fusillés et cent-cinquante déportés qui étaient employés de Renault et renouvelle un appel à leur dresser un monument place Jules-Guesde.
Un second procès, qui se tînt le 11 août et aboutit à une centaine d'exécutions, dont celles de Naoum Zalkinow, père de Fernand Zalkinow, Louis Thorez, frère de Maurice Thorez, Guillaume Scordia, beau-frère du colonel Fabien, Joseph et Bernard Kirschen, père et frère d'André Kirschen, n'avait en 2017 toujours fait l'objet d'aucune étude.

### Documents
- Y. Kermen, Autobiographie, RGASPI, cote 495 270 3354, Moscou, 16 mai 1938.
- Archives départementales de l'Oise, série M.
- Archives départementales des Côtes-d'Armor, cote 1192W1.
- Archives des victimes des conflits contemporains DAVCC, Caen.
- J. Kermen, Souvenirs de vieux militants de Chaumont-en-Vexin, inédit.
- J. Kermen, Souvenirs d'Yvonne Lemaire, inédit.

témoignage de la sœur d'Yves Kermen.
- Pierre Labate, Archives personnelles, inédit,

lettres et photographies conservées par le petit neveu d'Yves Kermen.
- Micheline Burlot-Eskénazy, Archives personnelles, inédit,

courriers et copies d'archives de la 2e Brigade spéciale.

### Articles
- S. Tilly, « L’occupation allemande dans les Côtes-du-Nord 11940-19441. Les lieux de mémoire. », I, in Cahiers de la Résistance Populaire dans les Côtes-du-Nord, n° 10, 2004.
- S. Tilly, « L’occupation allemande dans les Côtes-du-Nord 11940-19441. Les lieux de mémoire. », II, in Cahiers de la Résistance Populaire dans les Côtes-du-Nord, n° 11, 2005.
- M. Burlot-Eskénazy, « La Résistance dans le Poher », in Kaier ar Poher, no 31, p. 30-35, Centre généalogique et historique du Poher, Carhaix, décembre 2010,

témoignage de Micheline Burlot, nièce de Joseph et Yves Kermen.
- Misc., in Cahiers de la Résistance Populaire dans les Côtes-du-Nord, n° 12, mai 2011.